# Слушать в отсеках
«Слу́шать в отсе́ках» — советский двухсерийный цветной художественный телефильм 1985 года о двух командирах — подводной лодки и противолодочного корабля. Снят режиссёром Николаем Засеевым по мотивам повести Владимира Тюрина «Право на риск».

## Краткое содержание
В далёком 1942 году советская подводная лодка под командованием капитана 3-го ранга Филиппа Ивановича Логинова незамеченной пробралась в бухту Багряную, захваченную противником. Потопив торпедами транспорт гитлеровцев с водоизмещением около 6000 тонн, подводная лодка погибла с экипажем.
С тех времён прошло больше сорока лет. Командование военно-морского флота проводит учения в районе гибели подводной лодки. Командиру подводной лодки Николаю Логинову, сыну геройски погибшего отца-подводника, а также командиру противолодочного корабля Сергею Золотницкому, его другу, поставлены следующие задачи: стать условными противниками, по возможности не дать обнаружить себя, найти противника и условно его уничтожить.
Во время учений Золотницкий попадает в рыбацкие сети и становится лёгкой мишенью. Не желая лёгкой победы, Логинов не «уничтожает» противника из выгодной позиции. Как только командиру противолодочного корабля удаётся обнаружить подлодку, он производит «потопление» цели.
На совещании командующий учениями, принимая во внимание всё произошедшее, решает повторить учения. Во время повторных учений Логинов действует так же, как и его погибший во время Великой Отечественной войны отец, и побеждает в них.

## В ролях
- Борис Щербаков — Николай Филиппович Логинов, сын Филиппа Ивановича, друг и однокашник Золотницкого, командир ПЛ Б-13, капитан 2-го ранга / Филипп Иванович Логинов, отец Николая, командир ПЛ Щука, капитан 3-го ранга
- Игорь Старыгин — Сергей Золотницкий, друг и однокашник Логинова, командир БПК, капитан 2-го ранга
- Кирилл Лавров — адмирал, командующий флотом
- Георгий Мартынюк — Юрий Захарович Щукарев, командир (комбриг) бригады ПЛ, капитан 1-го ранга
- Виталий Коняев — Валентин Иванович Радько, старший офицер штаба флота, капитан 1-го ранга
- Вилорий Пащенко — Геннадий Васильевич Березин, старпом ПЛ, капитан 3-го ранга
- Игорь Слободской — Анзор Георгиевич Алавидзе, командир БЧ-1 ПЛ, капитан 3-го ранга
- Степан Старчиков — Игорь Ильич Казанцев, командир первого отсека ПЛ, минёр, старший лейтенант
- Александр Костылев — Киселев, командир отделения торпедистов, старшина 1-й статьи ПЛ
- Сергей Попович — Федор Мартынович Зайцев, молодой матрос, торпедист ПЛ
- Анатолий Переверзев — Николай Литвиненко, старпом БПК, капитан 3-го ранга
- Александр Гебдовский — Олег Николаевич, командир БЧ-3 ПЛ, старший лейтенант
- Игорь Черницкий — Максименко (Силыч), боцман ПЛ, мичман
- Михаил Игнатов — Капустин, продовольственник на ПЛ, мичман
- Тарас Кирейко — Евгений Александрович, начмед ПЛ, капитан медслужбы
- Александр Агеенков (Григорьев) — старший матрос на ПЛ
- Вадим Горкуценко — Ларин, акустик на ПЛ, старшина
- Александр Ануров (II) — Пашка
- Вячеслав Говалло — боцман ПЛ Щука
- Андрей Гусев — матрос ПЛ Щука
- Василий Фущич — сигнальщик на БПК, мичман
- Евгений Москалёв — Ткаченко, командир гидро-акустической вахты ВК, мичман
- Николай Засеев-Руденко — представитель политуправления флота, вице-адмирал (нет в титрах)
- Владимир Тишаев — начальник штаба флота, вице-адмирал
- Анатолий Станкевич — командир экипажа вертолета
- Александр Ильин (IX) — второй пилот вертолета (нет в титрах)
- Александр Есин — бортовой техник вертолета (нет в титрах)
- Владимир Мишаков — капитан крейсера
- Николай Малашенко
- Александр Силин (II)
- Е. Кочубей (II)
- А. Мажуга

## Дополнительные факты
- В съёмках приняли участие подводная лодка Б-326 (заводской номер № 778 проект 641), сторожевой корабль проекта 1135 «Пытливый» и малый противолодочный корабль проекта 1124, также в эпизоде погрузки торпед у причала принимала участие подводная лодка Б-36 (заводской номер № 765 проект 641).
- Съёмки фильма проходили у черноморского побережья Крыма, в окрестностях Севастополя. В финале фильма показано празднование дня Военно-морского флота в Севастополе, сопровождающееся песней «Легендарный Севастополь», ныне являющейся гимном города.
- Во время съёмок подводной лодкой командовал капитан 3 ранга В. Осинцев, командир электромеханической части (БЧ-5) капитан-лейтенант И. Парасоцкий.